# قاره خيتاي
قاره خيتاي هي بلدة في مقاطعة كاسان في ولاية قشقداريا في أوزبكستان.